# Татарська Каргала
Тата́рська Каргала́ (рос. Татарская Каргала) — село у складі Сакмарського району Оренбурзької області, Росія.

## Населення
Населення — 3800 осіб (2010; 3497 у 2002).
Національний склад (станом на 2002 рік):
- татари — 90 %